# 드미트리 데벨카
드미트리 블라디미로비치 데벨카(벨라루스어: Дзмітрый Уладзіміравіч Дзябелка 즈미트리 울라지미라비치 자벨카, 러시아어: Дмитрий Владимирович Дебелка, 1976년 1월 7일~2024년 2월 24일)는 벨라루스의 전 레슬링 선수로 2000년 하계 올림픽 남자 그레코로만형 슈퍼헤비급 동메달을 획득했다.